# Kevin Sammut
Kevin Sammut (Sliema, 26 maggio 1981) è un ex calciatore maltese, di ruolo centrocampista.

## Carriera
È stato squalificato dalla UEFA per un periodo decennale dopo aver tentato di manipolare della partita Malta-Norvegia delle qualificazioni degli Europei 2008 giocata il 21 novembre 2007. Il 3 dicembre la UEFA decide di squalificarlo a vita: non potrà più ricoprire alcun incarico correlato al calcio.

## Palmarès

### Individuale
- Calciatore maltese dell'anno: 1

2007-2008